# Mihail Bârcă
Mihail Bârcă (n. 5 noiembrie 1888, Mileștii Mici, gubernia Basarabia, Imperiul Rus  – d. 1 octombrie 1973, Craiova) a fost un compozitor, dirijor și profesor basarabean, director al Conservatorului Municipal din Chișinău, dirijor al 
corului Madona-Dudu, dirijor al Ansamblului artistic Nicolae Bălcescu și al coralei Catedralei Mitropolitane din Craiova, membru al Societății compozitorilor din România (1929). A compus mai multe cântece pentru soprano, muzică de teatru, muzică vocală și corală. Cele mai populare compoziții au fost interpretate la Bucuresti, Paris, Roma, Praga.

## Biografie
A făcut studii la școala muzical- dramatică  din Moscova cu statut de conservator (1911-1914) sub îndrumarea lui Nikolai Potolovskii (teorie -solfegiu), Arseni Koreșcenko (contrapunct), Nikolai Kocetov (istoria muzicii) și I. Protopopv (armonie). În anul 1927 și-a echivalat diploma la Conservatorul din Iași. S-a perfecționat în arta contrapunctului cu Veaceslav Bulâcev (Chișinău). În anii 1919 - 1922 maestru de cor la Opera basarabeană, profesor de muzică la liceul Alexandru Donici din Chișinău (1918-1929) și la Liceul Ștefan cel Mare din Tighina, profesor de compoziție și director (1936-1940) la Conservatorul municipal din Chișinău, șef de catedră teorie și compoziție la Conservatorul de stat din Chișinău (1940-1941). Ulterior își desfășoară activitatea la Craiova: profesor de muzică la Liceul Militar „D. A. Sturdza” (1945-1949) și dirijor al corului Madona-Dudu (1948- 1952), maestru de cor la școala populară de artă (1949-1962), dirijor al Ansamblului artistic Nicolae Bălcescu (1955-1966) și al coralei Catedralei Mitropolitane din Craiova (1952- 1973). Mihail Bârcă a fost decorat cu  Ordinul Muncii cl. III (1957). Membru al Societății compozitorilor din România (1929). A compus muzică de teatru, vocal - simfonică, vocală și corală, romanul "Morozeni".

## Dirijor
- Bărbierul din Sevilade Gioachino Rossini
- Evgheni Oneghin de Piotr Ilici Ceaikovski
- Dama de Pică
- Traviata
- Aida
- Trubadurul
- Carmen
- Cavalleria rusticana
- Sadko de Nikolai Rimski-Korsakov

## Elevi
- Tamara Alexandru
- Serafim Antropov- Manu
- Gleb Ceaicovschi- Mereșanu